# Cristina Grigoraș (aviron)
Pour les articles homonymes, voir Cristina Grigoraș.
Cristina Grigoraș est une rameuse roumaine, née le 25 avril 1990 à Huși.

## Palmarès

### Jeux olympiques
- 2012, à Londres ( Royaume-Uni)
  - 4e en Huit

### Championnats du monde
- 2013, à Chungju ( Corée du Sud)
  -  Médaille d'argent en Huit

### Championnats d'Europe
- 2015, à Poznań ( Pologne)
  -  Médaille de bronze en Deux de pointe
- 2014, à Belgrade ( Serbie)
  -  Médaille d'argent en Deux de pointe
- 2013, à Séville ( Espagne)
  -  Médaille d'or en Huit
  -  Médaille d'or en Deux de pointe
- 2012, à Varèse ( Italie)
  -  Médaille d'or en Huit
- 2011, à Plovdiv ( Bulgarie)
  -  Médaille d'or en Huit
- 2009, à Brest ( Biélorussie)
  -  Médaille de bronze en Quatre de couple